# المدرسة الطرنطائية
المدرسة الطرنطائية من المدارس والمباني التاريخية الأثرية بمدينة «حلب» في سوريا.

## سبب التسمية
تعود تسمية هذه المدرسة إلى الأمير «سيف الدين طرنطاي بن عبد الله».

## إنشاء المدرسة
أنشأ المدرسة «عفيف الدين» بن «محمد شمس الدين» سنة 1383م، واتخذها الشيخ «محيي الدين البادنجكي» وخلفاؤه من بعده زاوية لهم، ويذكر أن «المدرسة الطرنطائية» هي نفسها المدرسة الكمالية العديمية التي شرع ببنائها مؤرخ حلب ابن العديم سنة 1241م، وأنجزها سنة 1251م، وقد تم تجديدها إثر تدمير هولاكو لمدينة حلب عام 1260م.

## وصفها من الداخل
كانت المدرسة عامرة وكأنها حصن يتألف من طابقين في شرقيها 40 حجرة عليا وسفلي وفي جنوبها قبلية وفي شمالها إيوان واسع تم إغلاقه بجدار، وكان في وسط صحنها حوض تحت الأرض تصله المياه من القناة، وقامت مئذنة صغيرة فوق زاوية البناء الشمالية الشرقية، وفي الجهة الغربية رواق يتقدمه أعمدة رشيقة وعالية.